# トウショウペガサス
トウショウペガサス（欧字名:Tosho Pegasus、1979年5月16日 - 2007年5月20日）は、日本の競走馬、種牡馬。主な勝ち鞍に1984年のダービー卿チャレンジトロフィー、1985年の中山記念。
種牡馬としても活躍し、2頭の中央競馬のGI級競走勝ち馬を輩出した。

## 競走馬時代
1981年3月30日、函館競馬場第3競走の3歳新馬戦にて、横山富雄を鞍上にデビュー。ここでは4着に敗れたが、折り返しの新馬戦で勝利すると府中3歳ステークスも勝利。さらに続く朝日杯3歳ステークスでもホクトフラッグの2着と好走した。しかし、翌年NHK杯から始動するもアスワンの7着。さらに東京優駿、京都新聞杯、菊花賞のすべてで掲示板を外す惨敗となり、4歳シーズンを終えた。
翌1983年は2月の条件戦に参戦し、2番人気で2着となる。しかし、ここで1年2ヶ月の休養を挟むことになってしまう。だが、年が明けた1984年4月8日の条件戦では長期休養明けにもかかわらず1番人気に支持され、1着とはいかなかったものの、3着と善戦。さらに続く条件戦での2着を挟むと、一気に条件戦での2連勝を飾る。その勢いのまま函館記念に臨んだが、9着に沈んだ。しかし勢い自体は衰えることなく、次走の条件戦を勝利すると、毎日王冠でカツラギエースの4着、天皇賞・秋ではミスターシービーの4着とここでも善戦を見せる。そして1番人気に支持されて参戦したダービー卿チャレンジトロフィーを制し、悲願の重賞制覇を果たした。この後は距離適性があるとは言えないながらも、年末の有馬記念に出走。11頭立て11着というシンガリ負けを喫し、この年のレースを終えた。
年が明け1985年、初戦を制し中山記念へ参戦。1番人気にサクラガイセンに支持され、トウショウペガサスは続く2番人気に支持された。結果、サクラガイセンは6着に沈み、トウショウペガサスがドウカンヤシマをクビ差振り切って勝利。重賞2勝目を挙げた。この後屈腱炎のため半年余の休養の後、復帰戦のスワンステークスは10着と惨敗するが、続くマイルチャンピオンシップではニホンピロウイナーに3馬身離されながらも2着と大健闘した。その後は年末のクリスマスステークスに2番人気で出走するも、ブービーの14着と惨敗し、この年の最後の出走となる。
1986年は東京新聞杯より始動。6番人気という決して高いとは言えない評価ではあったが、ギャロップダイナの半馬身差2着と健闘。続く中山記念は連覇が掛かっていたものの、1番人気のクシロキングにクビ差屈し2着となる。その後は京王杯スプリングカップ6着、昨年惨敗したスワンステークス5着となったが、マイルチャンピオンシップでは4番人気を裏切る18着と再びGⅠでのシンガリ負け。続くCBC賞では11番人気と大きく評価を落とし、結果はそれをさらに下回る14着。結局、このレースを最後に競走馬を引退することになった。

## 種牡馬時代
引退後は種牡馬入りした。産駒は186頭が血統登録され、そのうち145頭がレースに出走。100頭が勝ち馬となった。産駒の中央重賞勝ちは3勝のみであるが、そのうち2勝がGⅠ級競走である。
2000年10月、用途変更となり種牡馬を引退。その後、2007年5月20日に死亡した。28歳没。

### 主な産駒
太字は勝利したGI級競走。
- 1988年産
  - トウショウフリート（パラダイスステークス、種牡馬、シーイズトウショウの母父）
- 1990年産
  - スエヒロジョウオー（阪神3歳牝馬ステークス）
- 1992年産
  - グルメフロンティア（フェブラリーステークス、中山金杯）

### ブルードメアサイアーとしての主な産駒
- 1995年産
  - スエヒロコマンダー（父コマンダーインチーフ、鳴尾記念、小倉大賞典）

## 血統表
| トウショウペガサスの血統                | トウショウペガサスの血統                                 | トウショウペガサスの血統                                 | （血統表の出典）                                         | （血統表の出典） |
| 父系                                    | リュティエ系                                             | リュティエ系                                             | リュティエ系                                             | [ § 2 ]          |
| 父 *ダンディルート Dandy Lute 1972 鹿毛 | 父の父Luthier 1965 黒鹿毛                                | Klairon                                                  | Clarion                                                  | Clarion          |
| 父 *ダンディルート Dandy Lute 1972 鹿毛 | 父の父Luthier 1965 黒鹿毛                                | Klairon                                                  | Kalmia                                                   |                  |
| 父 *ダンディルート Dandy Lute 1972 鹿毛 | 父の父Luthier 1965 黒鹿毛                                | Flute Enchantee                                          | Cranach                                                  | Cranach          |
| 父 *ダンディルート Dandy Lute 1972 鹿毛 | 父の父Luthier 1965 黒鹿毛                                | Flute Enchantee                                          | Montagnana                                               |                  |
| 父 *ダンディルート Dandy Lute 1972 鹿毛 | 父の母Dentrelic 1965 栗毛                                | Prudent                                                  | My Babu                                                  | My Babu          |
| 父 *ダンディルート Dandy Lute 1972 鹿毛 | 父の母Dentrelic 1965 栗毛                                | Prudent                                                  | Providence                                               |                  |
| 父 *ダンディルート Dandy Lute 1972 鹿毛 | 父の母Dentrelic 1965 栗毛                                | Relict                                                   | Relic                                                    | Relic            |
| 父 *ダンディルート Dandy Lute 1972 鹿毛 | 父の母Dentrelic 1965 栗毛                                | Relict                                                   | Fakhry                                                   |                  |
| 母 ソシアルトウショウ 1972 黒鹿毛       | 母の父*ヴェンチア Venture 1957 黒鹿毛                    | Relic                                                    | War Relic                                                | War Relic        |
| 母 ソシアルトウショウ 1972 黒鹿毛       | 母の父*ヴェンチア Venture 1957 黒鹿毛                    | Relic                                                    | Bridal Colors                                            |                  |
| 母 ソシアルトウショウ 1972 黒鹿毛       | 母の父*ヴェンチア Venture 1957 黒鹿毛                    | Rose o'Lynn                                              | Pherozshah                                               | Pherozshah       |
| 母 ソシアルトウショウ 1972 黒鹿毛       | 母の父*ヴェンチア Venture 1957 黒鹿毛                    | Rose o'Lynn                                              | Rocklyn                                                  |                  |
| 母 ソシアルトウショウ 1972 黒鹿毛       | 母の母*ソシアルバターフライ Social Butterfly 1957 鹿毛   | Your Host                                                | Alibhai                                                  | Alibhai          |
| 母 ソシアルトウショウ 1972 黒鹿毛       | 母の母*ソシアルバターフライ Social Butterfly 1957 鹿毛   | Your Host                                                | Boudoir                                                  |                  |
| 母 ソシアルトウショウ 1972 黒鹿毛       | 母の母*ソシアルバターフライ Social Butterfly 1957 鹿毛   | Wisteria                                                 | Easton                                                   | Easton           |
| 母 ソシアルトウショウ 1972 黒鹿毛       | 母の母*ソシアルバターフライ Social Butterfly 1957 鹿毛   | Wisteria                                                 | Blue Cyprus                                              |                  |
| 母系(F-No.)                             | ソシアルバターフライ(USA)系(FN:F1-w)                     | ソシアルバターフライ(USA)系(FN:F1-w)                     | ソシアルバターフライ(USA)系(FN:F1-w)                     | [ § 3 ]          |
| 5代内の近親交配                         | Relic 4×3、Easton 5×5･4、Mahmoud 5×5、Djebel 5･5（父内） | Relic 4×3、Easton 5×5･4、Mahmoud 5×5、Djebel 5･5（父内） | Relic 4×3、Easton 5×5･4、Mahmoud 5×5、Djebel 5･5（父内） | [ § 4 ]          |
| 出典                                    | 1. 2. 3. 4.                                              | 1. 2. 3. 4.                                              | 1. 2. 3. 4.                                              | 1. 2. 3. 4.      |

- 母ソシアルトウショウは重賞勝ちこそないが、優駿牝馬（オークス）でテスコガビーの2着に入っている。
- 全姉に、中山記念2連覇を果たしたエイティトウショウ、半弟に東京新聞杯と京成杯を制したトウショウマリオ、NHK杯を制したトウショウサミットがいる。また、近親にトウショウボーイがいる。